# 임국웅
임국웅(林國雄, 1958년~)는 홍콩의 영화 배우다.

## 영화 출연작
- 폴리스스토리 1984년
- 폴리스스토리2 1988년

## 같이 보기
- 성룡
- 폴리스 스토리